# Гомес Да Роза, Дидье
Дидье Гомес Да Роза (фр. Didier Gomes Da Rosa; род. 10 октября 1969, Шарантон-ле-Пон) — французский футбольный тренер португальского происхождения.

## Биография
Свою тренерскую карьеру начал в любительских французских командах Средиземноморья. Входил в тренерский штаб клуба «Канн». В 2012 году уехал на африканский континент, где с переменным успехом работал в различных странах. Выигрывал чемпионаты Руанды, Камеруна и Танзании. Вместе с камерунским «Котон Спорт» в 2014 году доходил до полуфинала Кубка Конфедерации КАФ.
В ноябре 2021 года специалист возглавил сборную Мавритании, с которой работал на Кубке африканских наций в Камеруне.

## Достижения
- Чемпион Камеруна (2): 2014, 2015.
- Обладатель Кубка Камеруна: 2014.
- Чемпион Руанды: 2012/13.
- Чемпион Танзании: 2020/21.
- Обладатель Кубка Танзании: 2020/21.
- Финалист Кубка Гвинеи: 2019.
- Лучший тренер чемпионата Танзании (2021) и Камеруна (2014).